# Dasiops mucronatus
Dasiops mucronatus är en tvåvingeart som beskrevs av Morge 1959. Dasiops mucronatus ingår i släktet Dasiops och familjen stjärtflugor. Inga underarter finns listade i Catalogue of Life.